# Wszesiodł
Wszesiodł – staropolskie imię męskie, złożone z członu Wsze- ("wszystek, każdy, zawsze") oraz -siodł ("osada, siedziba"). Imię to znaczyło być może "ten, który może się bez kłopotów osiedlić wszędzie".